# Beziehungen zwischen Portugal und den Vereinigten Arabischen Emiraten
Die Beziehungen zwischen Portugal und den Vereinigten Arabischen Emiraten beschreiben das zwischenstaatliche Verhältnis zwischen Portugal und den Vereinigten Arabischen Emiraten. Die Länder unterhalten seit 1976 direkte diplomatische Beziehungen.
Neben der historischen Präsenz Portugals im 16. und 17. Jahrhundert in den heutigen Emiraten prägt aktuell vor allem der bilaterale Handel die Beziehungen. 2015 waren 901 portugiesische Unternehmen in den Vereinigten Arabischen Emiraten tätig. Die beiden Staaten sind Partner in einigen internationalen Organisationen, darunter die verschiedenen UN-Organisationen und der Internationale Währungsfonds (IWF).
Im Jahr 2014 waren 2.723 portugiesische Staatsbürger in den Vereinigten Arabischen Emiraten konsularisch registriert, während im Jahr 2015 in Portugal fünf Bürger der Vereinigten Arabischen Emirate gemeldet waren.

## Geschichte

### Bis 1971

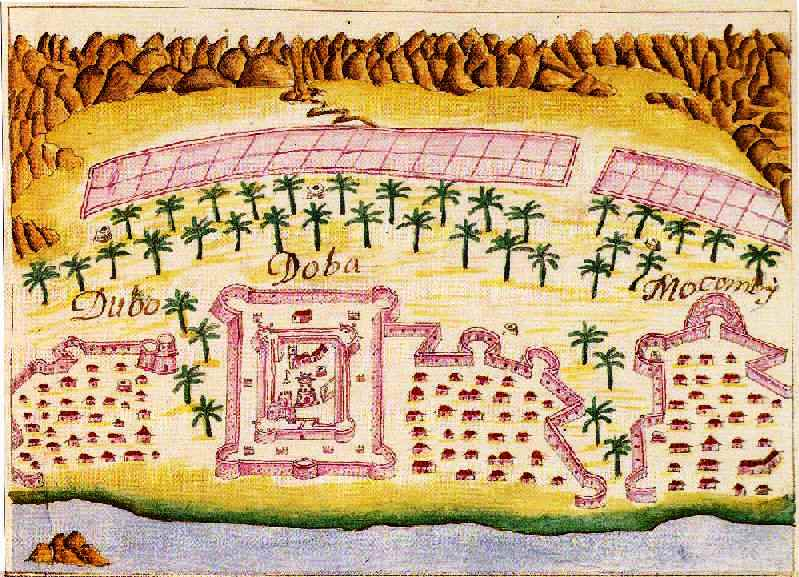
Die portugiesische Festung Forte de Doba um 1620

Als erster offizieller Kontakt gilt die Begegnung des portugiesischen Entdeckungsreisenden Vasco da Gama, der 1498 auf seiner Reise nach Indien in Julfar im heutigen Emirat Ra’s al-Chaima den erfahrenen Seemann Ahmed bin Majid traf und sich mit ihm beriet.
Der portugiesische Admiral Afonso de Albuquerque baute ab 1507 im Persischen Golf und im Golf von Oman ein Handelsnetz auf. Zentraler Dreh- und Angelpunkt war die persische Insel Hormus, von der die Stützpunkte kontrolliert und verwaltet wurden.
Zu den Orten und Faktoreien, die Albuquerque unterwarf oder neu errichtete, gehörten auch einige Ortschaften in den heutigen Vereinigten Emiraten. Zu den bedeutendsten Besitzungen zählten Kalba, Khor Fakkan, Dibba mit dem Forte de Doba und die portugiesische Festung vor der Stadt Fudschaira.
Das inzwischen in Personalunion von Spanien regierte Portugal erlebte vor allem ab dem Beginn des 17. Jahrhunderts auch hier einen Niedergang seines Kolonialreichs und konnte Angriffe immer schwerer abwehren, insbesondere gegen die aufstrebenden und mit Spanien im Konflikt stehenden Engländer. Erstmals trafen Portugiesen und Engländer militärisch ab dem Seegefecht bei Dschask im Dezember 1620 / Januar 1621 aufeinander, am 12. Mai 1622 mussten die Portugiesen die Insel Hormus schließlich aufgeben. Fortan wurde Maskat Zentrum der portugiesischen Anwesenheit in der Region.
Der portugiesische Handel in den eigenen Faktoreien der Region florierte vorerst weiter, jedoch wurden die Portugiesen 1648, nach einer Belagerung Maskats, zur Aufgabe und Schleifung der Festungen von Dibba (Doba), Qurayyat (Curiate) und Matrah (Matara) gezwungen, bis den Omanis 1650 schließlich die Einnahme Maskats gelang. Damit war das Ende der portugiesischen Präsenz auch in den heutigen Vereinigten Arabischen Emiraten besiegelt.
Die Region blieb unter britischem Einfluss bis in die 1950er Jahre, als zunehmend US-amerikanische Bestrebungen die Briten verdrängte.

### Seit 1971

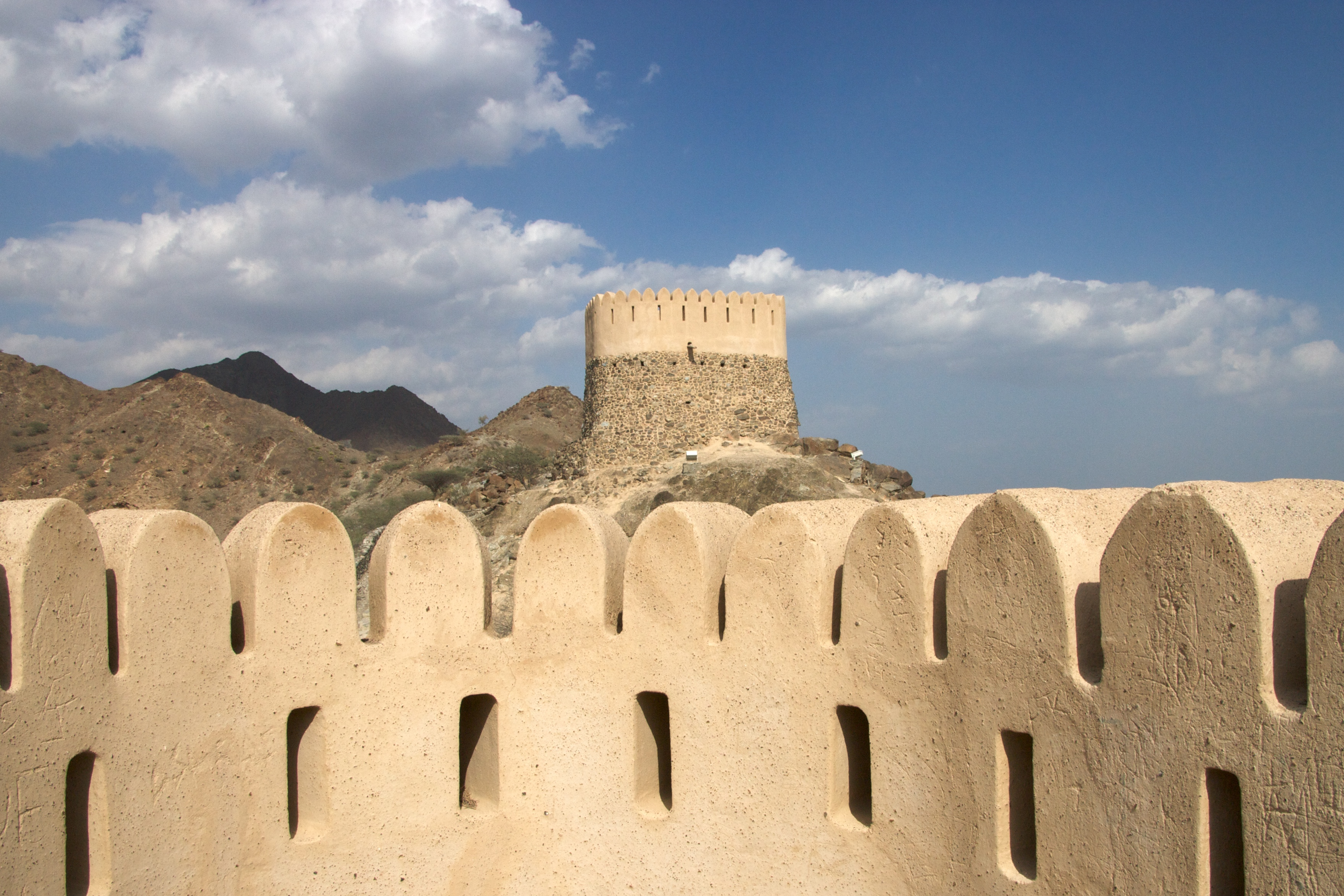
Restaurierte Festungtürme in Fujairah

Die Vereinigten Arabischen Emirate wurden am 2. Dezember 1971 von Großbritannien unabhängig. Die sieben zusammengeschlossenen Emirate bauten danach ihre staatlichen Strukturen auf und begannen diplomatische Beziehungen zu anderen Staaten. 1974 endete mit der Nelkenrevolution das Estado Novo-Regime in Portugal. Das Land entließ seine Kolonien in die Unabhängigkeit und richtete seine internationalen Beziehungen neu aus. In dieser Phase vereinbarten die beiden Staaten 1976 diplomatische Beziehungen.
Die Botschaft der Vereinigten Arabischen Emirate in Lissabon wurde am 1. April 2011 im Beisein des Außenministers der Emirate, Scheich Abdullah bin Zayid Al Nahyan und seines portugiesischen Amtskollegen Luís Amado eröffnet.
Portugal eröffnete 2011 seine Botschaft in den Emiraten, im Hauptstadtviertel Dubai Marina. Im gleichen Jahr kam der portugiesische Premierminister José Sócrates mit acht Ministern und zahlreichen Vertretern der portugiesischen Wirtschaft zum Staatsbesuch.

## Diplomatie
Portugal unterhält eine Botschaft in Abu Dhabi in der Villa A 42 im Marina Office Park, Stadtteil Dubai Marina. Portugiesische Konsulate darüber hinaus bestehen nicht.
Die Botschaft der Vereinigten Arabischen Emirate in Lissabon residiert im Stadtteil Mercês am zentralen Praça do Príncipe Real-Platz, Hausnummer 15 bis 17. Weitere Konsulate der Emirate bestehen in Portugal nicht.

## Wirtschaft

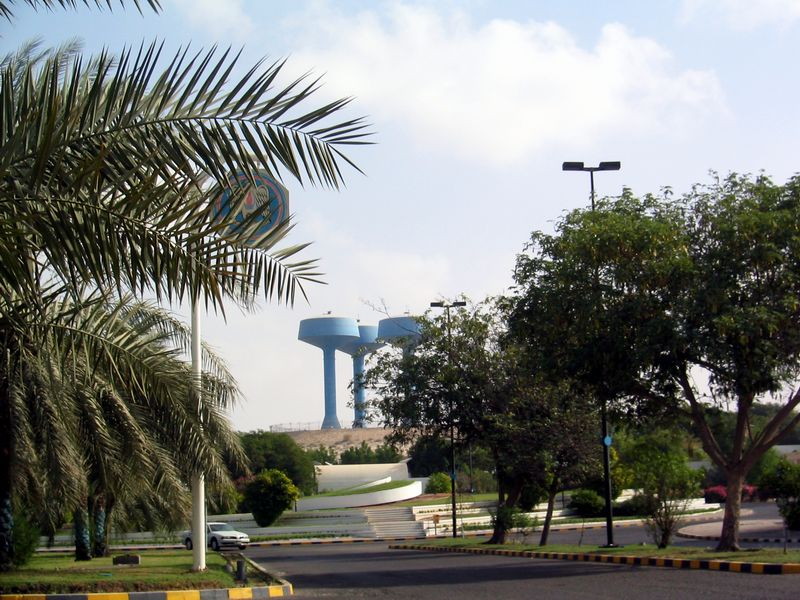
Der Industrieort Ruwais: aus Gas und Öl gewonnene Stoffe sind die Hauptexportgüter der Emirate nach Portugal

Die portugiesische Außenhandelskammer AICEP unterhält ein Kontaktbüro an der portugiesischen Botschaft in Abu Dhabi.
Im Jahr 2016 exportierte Portugal Waren und Dienstleistungen im Wert von 268,5 Mio. Euro in die Vereinigten Arabischen Emirate (2015: 266,9 Mio.; 2014: 173,8 Mio.; 2013: 158,2 Mio.; 2012: 137,6 Mio.). Die wichtigsten Warengruppen waren mit 26,1 % Maschinen und Geräte (insbesondere Telekommunikationsgeräte), 7,1 % Minerale und Erze, 6,8 % Holz und Kork, 6,2 % Lebensmittel und 6,1 % Kunststoffe.
Im gleichen Zeitraum lieferten die Emirate Waren und Dienstleistungen im Wert von 115,6 Mio. Euro an Portugal (2015: 111,2 Mio.; 2014: 121,5 Mio.; 2013: 126,2 Mio.; 2012: 57,0 Mio.). Die wichtigsten Gütergruppen waren dabei mit einem Anteil von 64,3 % Kunststoffe (insbesondere Polyethylene und Polypropylene), 11,6 % textile Stoffe, 8,0 % Maschinen und Geräte, 4,8 % Metallwaren und 4,0 % chemisch-pharmazeutische Produkte.
Damit waren die Vereinigten Arabischen Emirate im portugiesischen Waren-Außenhandel an 32. Stelle unter den Abnehmern und an 85. Stelle unter den Lieferanten, während Portugal im Jahr 2015 im Waren-Außenhandel der Emirate an 84. Stelle unter den Abnehmern und an 54. Stelle unter den Lieferanten stand.
Die bilaterale Dienstleistungsbilanz für 2016 weist 106,1 Mio. Euro Einnahmen für Portugal und 98,2 Mio. für die Emirate aus (2015: 98,7 Mio. und 90,7 Mio.; 2014: 69,9 Mio. und 105,5 Mio.; 2013: 57,8 Mio. und 84,4 Mio.; 2012: 42,5 Mio. und 37,5 Mio.).
Zu einem Teil bestehen die portugiesischen Einnahmen dabei in den wachsenden Ausgaben der Touristen aus den Emiraten in Portugal. Im Jahr 2016 gaben sie hier 26,8 Mio. Euro für Übernachtungen aus (2015: 26,8 Mio.; 2014: 15,4 Mio.; 2013: 10,1 Mio.; 2012: 6,0 Mio.) und standen damit für 0,21 % des portugiesischen Fremdenverkehrs.